# Distigmoptera
Distigmoptera là một chi bọ cánh cứng trong họ Chrysomelidae.
Chi này được Blake miêu tả khoa học năm 1943.

## Các loài
Chi này gồm các loài:
- Distigmoptera antennata Medvedev, 2004